# Саксонське курфюрство
Саксонське курфюрство (нім. Kurfürstentum Sachsen) — держава Священної Римської імперії, заснована Золотою буллою 10 січня 1356 року після здобуття асканійським Саксен-Віттенберзьким герцогством від імператора Карла IV статусу курфюрства. Охоплювала територію близько 40 000 км². Після згасання династії Асканіїв, у 1423 році імператор надав титул курфюрстов Саксонських маркграфам Майсенським з династії Веттінів, які перенесли курфюрстську резиденцію вгору по річці Ельба в Майсенську столицю Дрезден. Після розпаду Імперії, в 1806 році веттінське Саксонське курфюрство здобуло статус королівства.

## Історія
Курфюрство було частиною Священної Римської імперії. Володарі Саксонського герцогства здавна брали участь у виборах імператора. Після розпаду Саксонії на більш дрібні герцогства, між їх правителями почалась боротьба за престижний титул курфюрста, що давав право обирати імператора. Цю боротьбу виграло Саксен-Віттенберзьке герцогство, що займало частину території нинішньої землі Саксонія-Ангальт. У 1356 році його володар Рудольф I отримав від імператора Карла IV титул курфюрста.
Саксонським курфюрством правив рід Асканіїв. У 1422 році після смерті Альбрехта III династія Асканіїв згасла й у 1423 році король Німеччини Сигізмунд Люксембург передав територію герцогства до Майсенського маркграфства, а його маркграф Фрідріх I з династії Веттінів отримав титул курфюрста Саксонського.
Держава Веттінів стала однією з найсильніших у Священній Римській імперії. Окрім самого Майсенського маркграфства та Саксен-Віттенберзького герцогства, вона включала Тюрингію, пфальцграфство Саксонію та інші землі.
У 1485 році стався Лейпцизький розділ веттінських володінь між братами Ернстом й Альбрехтом. В результаті розділу Ернст (вже з 1464 року курфюрст Саксонський) отримав пов'язане із саном курфюрста землі колишнього Саксен-Віттенберзьке герцогства зі столицею у Віттенберзі. Альбрехт отримав колишнє Майсенське маркграфство зі столицею в Дрездені та втішний титул «герцог Саксонcький». Решта територій (Тюрингія, пфальцграфство Саксонія та інші) були розділені приблизно навпіл. Так виникли Ернестинська й Альбертинська гілки Веттінів.
У 1547 році Саксонське курфюрство було возз'єднано, а титул курфюрста отримав Моріц з гілки Альбертинів.

### Боротьба за існування
В 1756 році, під час Третьої Сілезької війни між Пруссією та Австрією (частина Семирічної війни), Саксонія була захоплена військами прусського короля Фрідріха II, який взяв Дрезден і після облоги Пірни змусив саксонську армію здатися і приєднатися до його прусської армії. Пізніше саксонські війська дезертирували і боролися за відновлення незалежності Саксонії. За Губертусбурзьким договором 1763 року Саксонію була відновлено як державне утворення.
Коли в 1806 році Наполеон розпочав війну з Пруссією, Саксонія спочатку об'єдналася зі своїм давнім суперником, але згодом, за Познанським договором, перейшла на бік Наполеона і увійшла до наполеонівського Рейнського союзу. Курфюрст Фрідріх Август III (1763—1827) формально був останнім курфюрстом Саксонським, оскільки після розпаду Священної Римської імперії, у 1806 році французький імператор Наполеон оголосив Фрідріха Августа III королем Саксонії, в результаті чого його держава стала Саксонським королівством, а сам він королем Фрідріхом Августом I.
Після поразки Наполеона, територія колишнього Саксен-Віттенберзького герцогства відійшла до Пруссії та сформувала прусську провінцію Саксонія, яка приблизно збігалась із сучасною землею Саксонія-Ангальт.
Територія колишнього Майсенського маркграфства зі столицею в Дрездені і титул королів Саксонії залишились в руках представників Альбертинської лінії, які заснували традицію Саксонського королівства та сучасної федеральної землі Саксонія.
Володіння Ернестинської лінії на заході розпались на безліч дрібних герцогств та увійшли до складу сучасної Тюрингії.

## Курфюрсти
- 1694—1733: Фрідріх-Август I (також польський король Август II)
- 1733—1763: Фрідріх-Август ІІ (також польський король Август III)
- 1763—1768: Франц Ксаверій (регент).